# Corbehem
Corbehem é uma comuna francesa na região administrativa de Altos da França, no departamento de Pas-de-Calais. Estende-se por uma área de 2,6 km². Em 2010 a comuna tinha 2 356 habitantes (densidade: 906,2 hab./km²).